# Otto Saly Binswanger

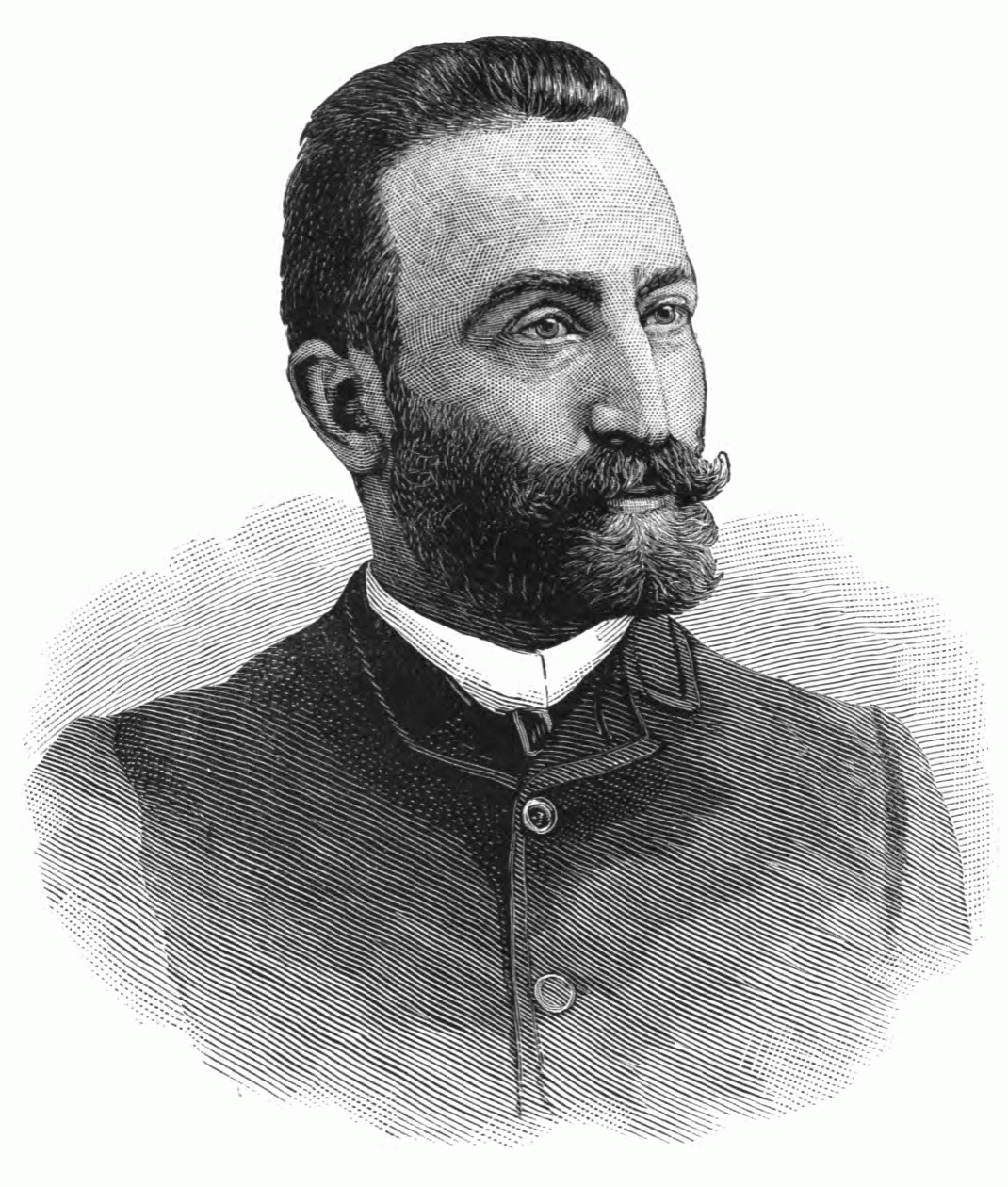
Otto S. Binswanger (từ Julian Hawthorne, The Story of Oregon, tập 2, 1892)

Otto Saly Binswanger (20 tháng 4 năm 1854 tại Osterberg, Bavaria - 25 tháng 9 năm 1917 tại Portland, Oregon) là một nhà hóa học và độc chất học người Mỹ gốc Đức.

## Cuộc đời
Sinh ra trong một gia đình nổi tiếng mang họ Binswanger (được đặt tên theo thị trấn Binswangen) và là người gốc Đức-Do Thái, Otto Saly (Salomon) Binswanger được lớn lên và đi học ở Augsburg.
Ngoài thời gian gián đoạn một năm vì nghĩa vụ quân sự bắt buộc vào năm 1873-74, Binswanger theo học tại Khoa Hóa chất/Kỹ thuật của Trường Bách khoa Munich khi đó mới được thành lập với tư cách là học viên dự thính (không phải sinh viên chính thức) từ năm 1872 đến năm 1876. Vào tháng 10 năm 1876, ông đăng ký học tại Đại học Erlangen, nơi ông đã hoàn thành luận án tiến sĩ về cresol và các dẫn xuất của nó dưới sự chỉ dẫn của Eugen von Gorup Besanez vào tháng 11 năm 1877.
Binswanger di cư đến Hoa Kỳ, nơi ông theo học tại Đại học Maryland ở Baltimore. Sau ba năm học, ông hoàn thành bằng tiến sĩ y khoa vào tháng 5 năm 1882.
Sau khi học y khoa, Binswanger chuyển đến Portland, Oregon, nơi ông là một bác sĩ đa khoa. Vào tháng 12 năm 1883, ông được bổ nhiệm làm giáo sư hóa học và độc chất học tại Đại học Y thuộc Viện đại học Willamette ở Salem. Năm 1886, ông và một số đồng nghiệp chuyển công tác đến Trường Y khoa thuộc Đại học Oregon khi đó mới được thành lập ở Portland (nay là Viện đại học Khoa học & Sức khỏe Oregon), nơi ông đã giảng dạy cho đến khi qua đời.

## Luận án
Ein Beitrag zur Kenntniss des Kresols und einiger Derivate. Inaugural-Dissertation zur Erlangung der Doctorwürde bei der hochlöblichen philosophischen Facultät der Universität Erlangen, eingereicht von Saly Binswanger aus Augsburg. Erlangen: Jacob, 1877. 21 tr.